# Horní Němčí
Horní Němčí, bis 1923 Horněmčí (deutsch Horniemtsch, 1939–1945 Ober Niemtsch) ist eine Gemeinde in Tschechien. Sie liegt zehn Kilometer südöstlich von Hluk und gehört zum Okres Uherské Hradiště.

## Geographie
Das Straßenangerdorf Horní Němčí erstreckt sich am Nordwesthang der Weißen Karpaten im Tal des Baches Okluky. Das Dorf liegt im Landschaftsschutzgebiet CHKO Bílé Karpaty. Nördlich erhebt sich die Nivnické čtvrtky (307 m), im Südosten der Dubník (478 m) und Horní kopec (607 m), südwestlich die Lipinka (504 m) und der Kolo (490 m) sowie im Nordwesten die Babí hora (364 m). Durch Slavkov führt die Staatsstraße I/54 zwischen Veselí nad Moravou und Nové Mesto nad Váhom.
Nachbarorte sind Uherský Brod und Nivnice im Norden, Čupák, Volenov und Suchá Loz im Nordosten, Korytná im Osten, Drahy und Strání im Südosten, Uherskohradišťské Vápenky, Fojtické Mlýny, Podširocké Mlýny, Čerešnické Mlýny und Hryzlácké Mlýny, Zámečnické Mlýny, Suchovské Mlýny, Trnovský Mlýn und Suchov im Südwesten, Boršice u Blatnice im Westen sowie Dolní Němčí und Slavkov im Nordwesten.

## Geschichte
Das Dorf wurde wahrscheinlich in der Mitte des 13. Jahrhunderts im Zuge der Kolonisation der Gegend durch deutsche Siedler unter Boresch II. von Riesenburg gegründet. Es lag nordöstlich des Stranypasses, über den der Ungarische Steig vom Mähren nach Ungarn führte. Erstmals urkundlich erwähnt wurde der Bach Nemtschi potok 1261 in der Gründungsurkunde des Zisterzienserklosters Smilheim als Grenze des Klosterbesitzes. Diese Urkunde hat sich jedoch als späteres Falsifikat des Klosters erwiesen. Nachdem Boresch 1277 in Ungnade gefallen und hingerichtet worden war, fielen seine südmährischen Besitzungen wieder an den Landesherrn heim.
Ursprünglich wurde das Dorf als Němeč, Němči, Nemtschi bzw. Nempczi bezeichnet, dieser Name leitet sich wahrscheinlich von seinen deutschen Bewohnern her. Im Laufe der Zeit wurde der Ort zur Unterscheidung Suché Němcí und Dolní Němčí als Hornye Niempcie, Horni Njemczy, Horni Niemčzi und Horni Niemc benannt. Als Besitzer der Güter wechselten sich 22 Adelsgeschlechter ab. Im 14. und 15. Jahrhundert gehörte das Dorf anteilig zur Burg Gansberg. Seit 1354 ist in Horní Němčí eine Filialkirche nachweisbar, die nacheinander zu den Pfarren in Velká, Uherský Brod und Strání gehörte. Nachdem Strání 1427 von den Hussiten niedergebrannt worden war, wurde die Pfarre von Strání nach Horní Němčí verlegt. Unter den Herren von Kunowitz wurde Horní Němčí im 16. Jahrhundert an die Herrschaft Ostroh angeschlossen. Ab 1566 hatte Horní Němčí neu-utraquistische Pfarrer. Nach der Schlacht am Weißen Berg wurden die Güter des Jan Bernhard von Kunowitz konfisziert und Ostroh mit allem Zubehör 1625 dem Gundaker von Liechtenstein überlassen. Die seit 1622 geschlossene Kirche wurde 1627 dem katholischen Pfarrer von Ostroh anvertraut. Seit 1640 nahm der Pfarrer von Hluk und ab 1654 der Nivnicer Pfarrer die Seelsorge wahr. 1671 wurde die Kirche in Horní Němčí schließlich zur Filialkirche von Nivnice. Im 17. Jahrhundert hatte sich der Name des Ortes in Hornonemczy, Horniemtz, Horniemtsch und Horněmeč gewandelt. 1751 wurde in Horní Němčí eine Lokalie eingerichtet, die am 7. November 1763 zur Pfarre erhoben wurde. Eingepfarrt ist seither Slavkov. Bis zur Mitte des 19. Jahrhunderts blieb das Dorf immer nach Ostroh und den Liechtensteinern untertänig.
Nach der Aufhebung der Patrimonialherrschaften bildete Horněmčí/Horniemtsch ab 1850 eine Gemeinde in der Bezirkshauptmannschaft Hradisch. Im Jahre 1923 wurde der tschechische Ortsname in Horní Němčí geändert. Während der deutschen Besetzung entstand daraus die deutsche Bezeichnung Ober Niemtsch. Zwischen dem 17. und 26. April 1945 fanden um Ober Niemtsch heftige Panzergefechte zwischen der Wehrmacht und der Roten Armee statt. Dabei starben 10 Einwohner sowie 29 deutsche und 27 sowjetische Soldaten. Weitere sechs Einwohner fielen später noch herumliegender Munition zum Opfer. Von den 342 Häusern des Dorfes wurden zehn bei den Kämpfen zerstört. 33 weitere brannten aus und 36 wurde stark beschädigt. Des Weiteren waren zwei Brücken zerstört. Leichtere Schäden erlitt auch die Kirche. Horní Němčí gehörte zu den am schwersten kriegsgeschädigten Orten im Bezirk Uherské Hradiště. Nach dem Ende des Zweiten Weltkrieges begann der Wiederaufbau des Dorfes. Eine Spendensammlung für die Kriegsgeschädigten erbrachte 28.000 Kronen, wobei der Nationalausschuss die Gelder ausschließlich in Horní Němčí einkassierte. Die Bewertung der Schäden und Auszahlung der Gelder durch die Bezirksverwaltung erfolgte sehr schleppend. In der folgenden Zeit verließen etwa 300 Einwohner das Dorf und zogen in die Grenzgebiete. Ein Teil von ihnen übernahm bäuerliche Wirtschaften in Drnholec, Litobratřice, Hevlín und Dolní Dunajovice, ein anderer Teil zog nach Zighartice in Mährisch-Schlesien. 1949 wurde die Gemeinde dem neuen Okres Uherský Brod zugeordnet. Nach der Aufhebung des Okres Uherský Brod kam Horní Němčí Ende 1960 wieder zum Okres Uherské Hradiště zurück. Seit 2003 führt die Gemeinde Wappen und Banner.

## Gemeindegliederung
Für die Gemeinde Horní Němčí sind keine Ortsteile ausgewiesen.

## Sehenswürdigkeiten
- Kirche St. Peter und Paul, errichtet im 14. Jahrhundert, sie wurde zwischen 1762 und 1763 umgebaut
- denkmalgeschützte Häuser 236 und 48 in der Ortsmitte
- Jägerhaus, erbaut 1854 anstelle eines Vorgängerbaus von 1712
- Kapelle des hl. Johannes von Nepomuk, errichtet 1729
- Kapelle des heiligen Leibes, erbaut 1912
- Marienstatue, errichtet 1914
- Landschaftsschutzgebiet CHKO Bílé Karpaty
- Naturschutzgebiet Drahy, südöstlich des Dorfes